# World Series of Poker 2012
De World Series of Poker 2012 vormden de 43e jaarlijkse World Series of Poker (WSOP). In het kader hiervan werd er van 27 mei tot en met 16 juli 2012 in 61 toernooien gespeeld om de titels. Deze vonden allemaal plaats in het Rio All-Suite Hotel & Casino in Las Vegas. Het hoofdtoernooi (Main Event) was het $10.000 No Limit Hold'em Championship, waarvan de winnaar zich een jaar lang de officieuze wereldkampioen poker mocht noemen.

## Toernooien
| #  | Event                                            | Deelnemers | Winnaar               | Prijs       | Tweede               |
| -- | ------------------------------------------------ | ---------- | --------------------- | ----------- | -------------------- |
| 1  | $500 Casino Employees No Limit Hold'em           | 732        | Chiab Saechao         | $70.859     | Patricia Baker       |
| 2  | $1.500 No Limit Hold'em                          | 2.101      | Brent Hanks           | $517.725    | Jacob Bazeley        |
| 3  | $3.000 Heads Up No Limit Hold'em/Pot Limit Omaha | 317        | Leif Force            | $207.708    | Jason Koon           |
| 4  | $1.500 Seven Card Stud Hi-Low 8 or Better        | 622        | Cory Zeidman          | $201.559    | Chris Björin         |
| 5  | $1.500 Pot Limit Hold'em                         | 639        | Nick Jivkov           | $189.818    | Bryan Pellegrino     |
| 6  | $5.000 No Limit Hold'em Mixed Max                | 409        | Aubin Cazals          | $451.765    | Joseph Cheong        |
| 7  | $1.500 Seven Card Stud                           | 367        | Andy Bloch            | $126.363    | Barry Greenstein     |
| 8  | $1.500 Omaha Hi-Low Split-8 or Better            | 967        | Herbert Tapscott      | $264.400    | Gavin Griffin        |
| 9  | $1.500 No Limit Hold'em Re-entry                 | 3.404      | Ashkan Razavi         | $781.398    | Amanda Musumeci      |
| 10 | $5.000 Seven Card Stud                           | 145        | John Monnette         | $190.826    | Huu Vinh             |
| 11 | $1.500 Pot Limit Omaha                           | 970        | Vincent van der Fluit | $265.211    | Charles Tonne        |
| 12 | $10.000 Heads Up No Limit Hold'em                | 152        | Brian Hastings        | $371.498    | Jason Mo             |
| 13 | $1.500 Limit Hold'em                             | 730        | David Arsht           | $211.921    | Stephen Hung         |
| 14 | $1.500 No Limit Hold'em Shootout                 | 1.138      | Brandon Schaefer      | $311.174    | Jonathan Cohen       |
| 15 | $5.000 Seven Card Stud Hi-Low Split-8 or Better  | 212        | Adam Friedman         | $269.037    | Todd Brunson         |
| 16 | $1.500 No Limit Hold'em Six Handed               | 1.604      | Matt Matros           | $454.835    | Mark Radoja          |
| 17 | $10.000 Pot Limit Hold'em                        | 179        | Andy Frankenberger    | $445.899    | Phil Ivey            |
| 18 | $2.500 Seven Card Razz                           | 309        | Phil Hellmuth         | $182.793    | Don Zewin            |
| 19 | $1.500 No Limit Hold'em                          | 2.302      | Clifford Goldkind     | $559.514    | Kennii Nguyen        |
| 20 | $5.000 Limit Hold'em                             | 166        | Benjamin Scholl       | $206.760    | Andrew Prock         |
| 21 | $1.000 No Limit Hold'em                          | 2.799      | Michael Gathy         | $440.829    | Jamie Armstrong      |
| 22 | $2.500 2-7 Triple Draw Lowball (Limit)           | 228        | Randy Ohel            | $145.247    | Benjamin Lazer       |
| 23 | $3.000 No Limit Hold'em Six Handed               | 924        | Simon Charette        | $567.624    | Artem Metalidi       |
| 24 | $5.000 Omaha Hi-Low Split-8 or Better            | 256        | Joe Cassidy           | $294.777    | Scotty Nguyen        |
| 25 | $1.500 Limit Hold'em Shootout                    | 366        | Brian Meinders        | $116.118    | Darin Thomas         |
| 26 | $3.000 Pot Limit Omaha                           | 589        | Austin Scott          | $361.797    | Brett Richey         |
| 27 | $1.500 H.O.R.S.E.                                | 889        | Ylon Schwartz         | $267.081    | David Chiu           |
| 28 | $2.500 No Limit Hold'em Four Handed              | 750        | Timothy Adams         | $392.476    | Brendon Rubie        |
| 29 | $1.000 Seniors No Limit Hold'em Championship     | 4.128      | Allyn Jaffrey Shulman | $603.713    | Dennis Phillips      |
| 30 | $1.500 2-7 Draw Lowball (No Limit)               | 285        | Larry Wright          | $101.975    | Brandon Cantu        |
| 31 | $1.500 No Limit Hold'em                          | 2.811      | Carter Phillips       | $664.130    | Joe Cada             |
| 32 | $10.000 H.O.R.S.E.                               | 178        | David 'Bakes' Baker   | $451.779    | John Monnette        |
| 33 | $1.000 No Limit Hold'em                          | 2.795      | Max Steinberg         | $440.238    | Samuel Gerber        |
| 34 | $5.000 Pot Limit Omaha Six Handed                | 419        | Naoya Kiraha          | $512.029    | Christopher De Maci  |
| 35 | $2.500 Mixed Hold'em                             | 393        | Chris Tryba           | $210.107    | Erik Cajelais        |
| 36 | $3.000 No Limit Hold'em Shootout                 | 587        | Craig Mccorkell       | $368.593    | Jeremiah Fitzpatrick |
| 37 | $2.500 Eight Game Mix                            | 477        | David "ODB" Baker     | $271.312    | Greg Mueller         |
| 38 | $1.500 No Limit Hold'em                          | 2.534      | Dung Nguyen           | $607.200    | Theo Tran            |
| 39 | $10.000 Pot Limit Omaha                          | 293        | Jan-Peter Jachtmann   | $661.000    | Andrew Brown         |
| 40 | $2.500 Limit Hold'em Six Handed                  | 302        | Ronnie Bardah         | $182.088    | Marco Johnson        |
| 41 | $3.000 No Limit Hold'em                          | 1.394      | Greg Ostrander        | $742.072    | Jackie Glazier       |
| 42 | $2.500 Omaha/Seven Card Stud Hi-Low 8 or Better  | 393        | Oleksii Kovalchuk     | $228.014    | George Danzer        |
| 43 | $1.500 No Limit Hold'em                          | 2.770      | Henry Lu              | $654.380    | Neil Channing        |
| 44 | $1.000 No Limit Hold'em                          | 2.949      | Rocco Palumbo         | $464.464    | Nelson Robinson      |
| 45 | $50.000 The Poker Players Championship           | 108        | Michael Mizrachi      | $1.451.527  | Chris Klodnicki      |
| 46 | $2.500 No Limit Hold'em                          | 1.607      | Joey Weissman         | $694.609    | Jeremy Quehen        |
| 47 | $1.500 Pot Limit Omaha Hi-Low Split-8 or Better  | 978        | Steven Loube          | $267.345    | Timothy Finne        |
| 48 | $3.000 Limit Hold'em                             | 247        | Kenny Hsiung          | $165.205    | Robert Hwang         |
| 49 | $1.500 Ante Only No Limit Hold'em                | 939        | Greg Hobson           | $256.691    | James Sowers         |
| 50 | $5.000 No Limit Hold'em                          | 1.001      | Peter Vilandos        | $952.694    | Kyle Julius          |
| 51 | $1.000 Ladies No Limit Hold'em Championship      | 936        | Yen Dang              | $170.587    | Debbie Pechac        |
| 52 | $2.500 10-Game Mix Six Handed                    | 421        | Vanessa Selbst        | $244.259    | Michael Saltzburg    |
| 53 | $1.500 No Limit Hold'em                          | 3.166      | Neil Willerson        | $737.248    | Vladimir Mefodichev  |
| 54 | $1.000 No Limit Hold'em                          | 3.221      | Will Jaffe            | $500.075    | Luis Campelo         |
| 55 | $1.000.000 The Big One for One Drop              | 48         | Antonio Esfandiari    | $18.346.673 | Sam Trickett         |
| 56 | $1.500 No Limit Hold'em                          | 2.798      | Tomas Junek           | $661.022    | David Borg           |
| 57 | $10.000 No Limit Hold'em Six Handed              | 474        | Gregory Merson        | $1.136.197  | Keith Lehr           |
| 58 | $3.000 Pot Limit Omaha Hi-Low Split-8 or Better  | 526        | Viacheslav Zhukov     | $330.277    | Roch Cousineau       |
| 59 | $1.000 No Limit Hold'em                          | 4.620      | Dominik Nitsche       | $654.797    | Jonathan Hilton      |
| 60 | $10.000 2-7 Draw Lowball (No Limit)              | 101        | Nick Schulman         | $294.321    | Mike Wattel          |
| 61 | $10.000 No Limit Hold'em Main Event              | 6.598      | Greg Merson           | $8.527.982  | Jesse Sylvia         |

## Main Event
Het officieuze "Wereldkampioenschap" poker (het $10.000 No Limit Hold'em Main Event) begon in 2012 op 7 juli, er namen in totaal 6.598 spelers deel die samen zorgden voor een prijzenpot van $62.021.200. De eerste 666 spelers kregen geld, de winnaar nam $8.531.853 mee naar huis.

### Finaletafel
| Naam             | Aantal chips (percentage van het aantal chips) | Bracelets | Uitbetalingen* | Verdiensten* |
| ---------------- | ---------------------------------------------- | --------- | -------------- | ------------ |
| Jesse Sylvia     | 43.875.000 (22,2%)                             | 0         | 2              | $36.372      |
| Andras Koroknai  | 29.375.000 (14,8%)                             | 0         | 2              | $39.371      |
| Greg Merson      | 28.725.000 (14,5%)                             | 1         | 5              | $1.253.501   |
| Russell Thomas   | 24.800.000 (12,5%)                             | 0         | 3              | $126.796     |
| Steven Gee       | 16.860.000 (8,5%)                              | 1         | 4              | $480.822     |
| Michael Esposito | 16.260.000 (8,2%)                              | 0         | 3              | $27.311      |
| Robert Salaburu  | 15.155.000 (7,7%)                              | 0         | 0              | 0            |
| Jacob Balsiger   | 13.115.000 (6,6%)                              | 0         | 1              | $3.531       |
| Jeremy Ausmus    | 9.805.000 (5,0%)                               | 0         | 13             | $114.623     |

*Verdiensten tijdens de World Series of Poker tot aan de start van het Main Event 2012.

### Uitslag finaletafel Main Event 2012
| Plaats | Naam             | Prijs      |
| ------ | ---------------- | ---------- |
| 1ste   | Greg Merson      | $8.531.853 |
| 2de    | Jesse Sylvia     | $5.295.149 |
| 3de    | Jacob Balsiger   | $3.799.073 |
| 4de    | Russell Thomas   | $2.851.537 |
| 5de    | Jeremy Ausmus    | $2.155.313 |
| 6de    | Andras Koroknai  | $1.640.902 |
| 7de    | Michael Esposito | $1.258.040 |
| 8ste   | Robert Salaburu  | $971.360   |
| 9de    | Steven Gee       | $754.798   |

## De Big One for One Drop
Toernooi nummer 55, $1.000.000 The Big One for One Drop, was een special event waarbij een deel van de opbrengst naar de One Drop Foundation van Guy Laliberté is gegaan. Het toernooi had een buy-in van $1 miljoen en 48 deelnemers. De hoofdprijs voor de winnaar, Antonio Esfandiari, was $18.346.673, een ruime verbetering van het record tot dan toe, de $12 miljoen die Jamie Gold won tijdens het Main Event van de World Series of Poker 2006.

### Resultaten[2]
| Plaats | Naam               | Prijzengeld |
| ------ | ------------------ | ----------- |
| 1ste   | Antonio Esfandiari | $18.346.673 |
| 2de    | Sam Trickett       | $10.112.001 |
| 3de    | David Einhorn      | $4.352.000  |
| 4de    | Phil Hellmuth      | $2.645.333  |
| 5de    | Guy Laliberté      | $1.834.666  |
| 6de    | Brian Rast         | $1.621.333  |
| 7de    | Bobby Baldwin      | $1.408.000  |
| 8ste   | Richard Yong       | $1.237.333  |
| 9de    | Mike Sexton        | $1.109.333  |

## WSOP Player of the Year
De WSOP reikt sinds 2004 een WSOP Player of the Year-award uit aan de speler die tijdens de betreffende jaargang de meeste punten scoort. Hiervoor tellen alleen toernooien mee waaraan iedereen mee kan doen, de spelen die alleen toegankelijk zijn voor vrouwen, senioren en casino-medewerkers niet. In 2006 en 2007 werd de uitkomst van het Main Event en het $50.000 H.O.R.S.E.-toernooi ook niet meegeteld. In 2008 telde het laatstgenoemde toernooi wel mee, het Main Event niet. Sinds 2009 tellen alle vrij toegankelijke toernooien mee, inclusief het Main Event.
Van 2004 tot en met 2010 telden alleen toernooien van de originele World Series of Poker in de Verenigde Staten mee voor het Player of the Year-klassement. Vanaf 2011 worden ook de resultaten van de World Series of Poker Europe en vanaf 2013 ook die van de World Series of Poker Asia Pacific meegerekend. Organisator Bluff Magazine paste in 2011 het scoresysteem aan en sindsdien beïnvloeden ook de inschrijfgelden en grootte van de deelnemersvelden het aantal punten dat spelers per evenement kunnen halen.
WSOP Player of the Year 2012 werd Greg Merson, die zich dat jaar vijf keer naar een geldprijs speelde, waarbij hij twee keer een finaletafel bereikte en daarbij beide keren ook het toernooi won. Eén daarvan was het Main Event, waarmee hij de eerste speler was die zowel het Main Event als het Player of the Year-klassement won.